# Adonisea rubiginosa
Adonisea rubiginosa är en fjärilsart som beskrevs av John Kern Strecker 1876. Adonisea rubiginosa ingår i släktet Adonisea och familjen nattflyn. Inga underarter finns listade i Catalogue of Life.